# Sädesärla
Sädesärla (Motacilla alba) är en liten, slank, svartvit ärla med lång stjärt som den ofta vickar på. Den häckar i större delen av Europa och Asien, delar av norra Afrika samt i Alaska. Den är en stannfågel i de mildaste områdena av utbredningsområdet, men är i övrigt en flyttfågel som övervintrar i Afrika.
Sädesärlan är en insektsätare som främst förekommer i öppna biotoper, ofta i närheten av bebyggelse och vatten. Den föredrar barmark för födosök och i stadsmiljöer har den anpassat sig till att söka sin föda på asfalterade ytor som parkeringar och dylikt. Boet placeras i hålor och skrevor i exempelvis flodbanker, stenmurar och byggnader.

## Utseende, fältkännetecken och läte
Sädesärlans fjäderdräkt går helt i svart, vitt och grått. Den är slank och har en lång smal svartvit stjärt som den nästan ständigt vippar på, upp och ned, vilket är karaktäristiskt för hela släktet Motacilla. Sädesärlan är 16,5–19 cm lång, har ett vingspann på 25–27 cm och en vikt på 23 gram. På ovansidan är den till större delen grå medan undersidan och undergumpen är vit. I alla dräkter har den två vita vingband och mörkt, antingen grått eller svart, bröst. Den adulta fågeln är ganska kontrastrikt färgad med svart hjässa, strupe och nacke medan pannan är vit. Juvenilen är mer diffust färgad. Underarterna skiljer sig ganska mycket åt. Underarten M. a. yarrellii på de brittiska öarna är exempelvis generellt mörkare i färgen än nominatformen på europeiska fastlandet.

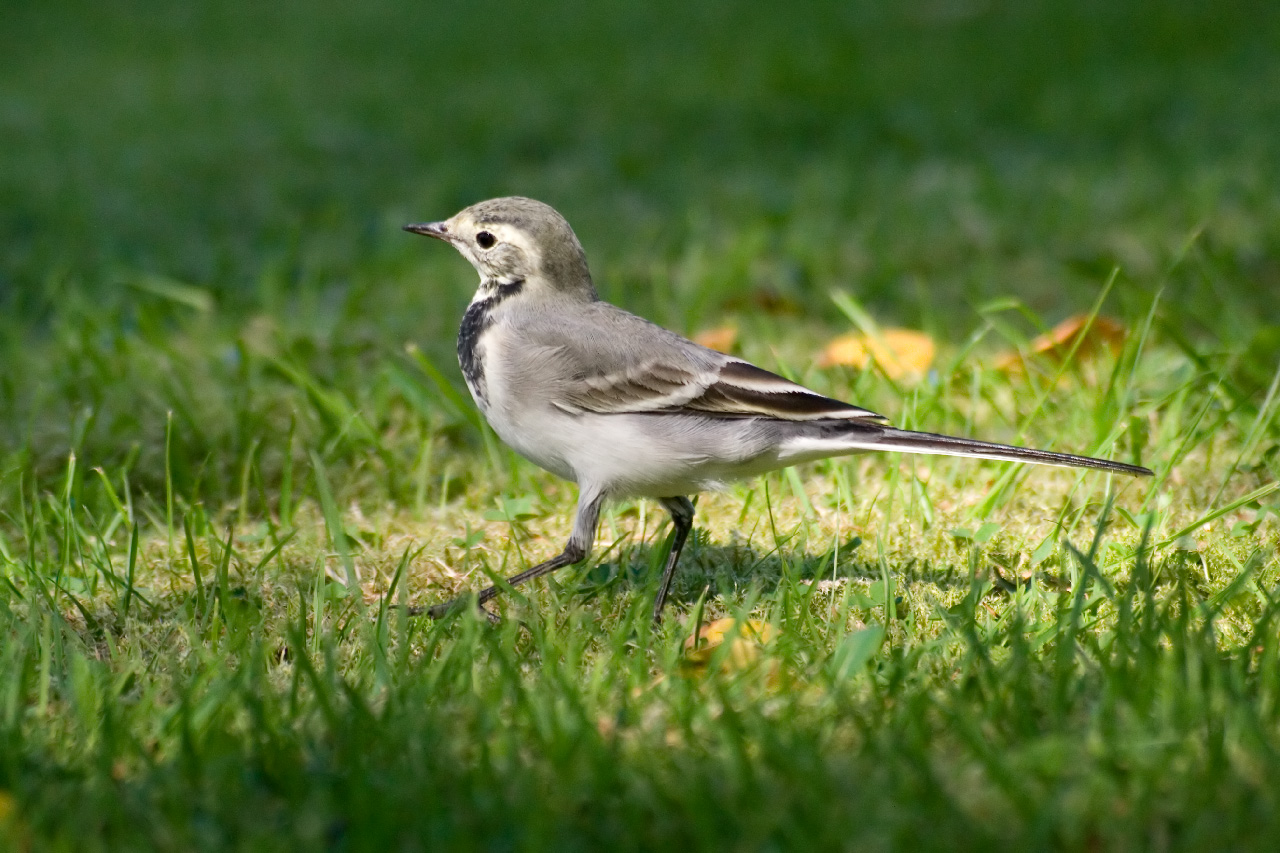
En fullvuxen sädesärla i vinterdräkt fotograferad i augusti i Sverige.

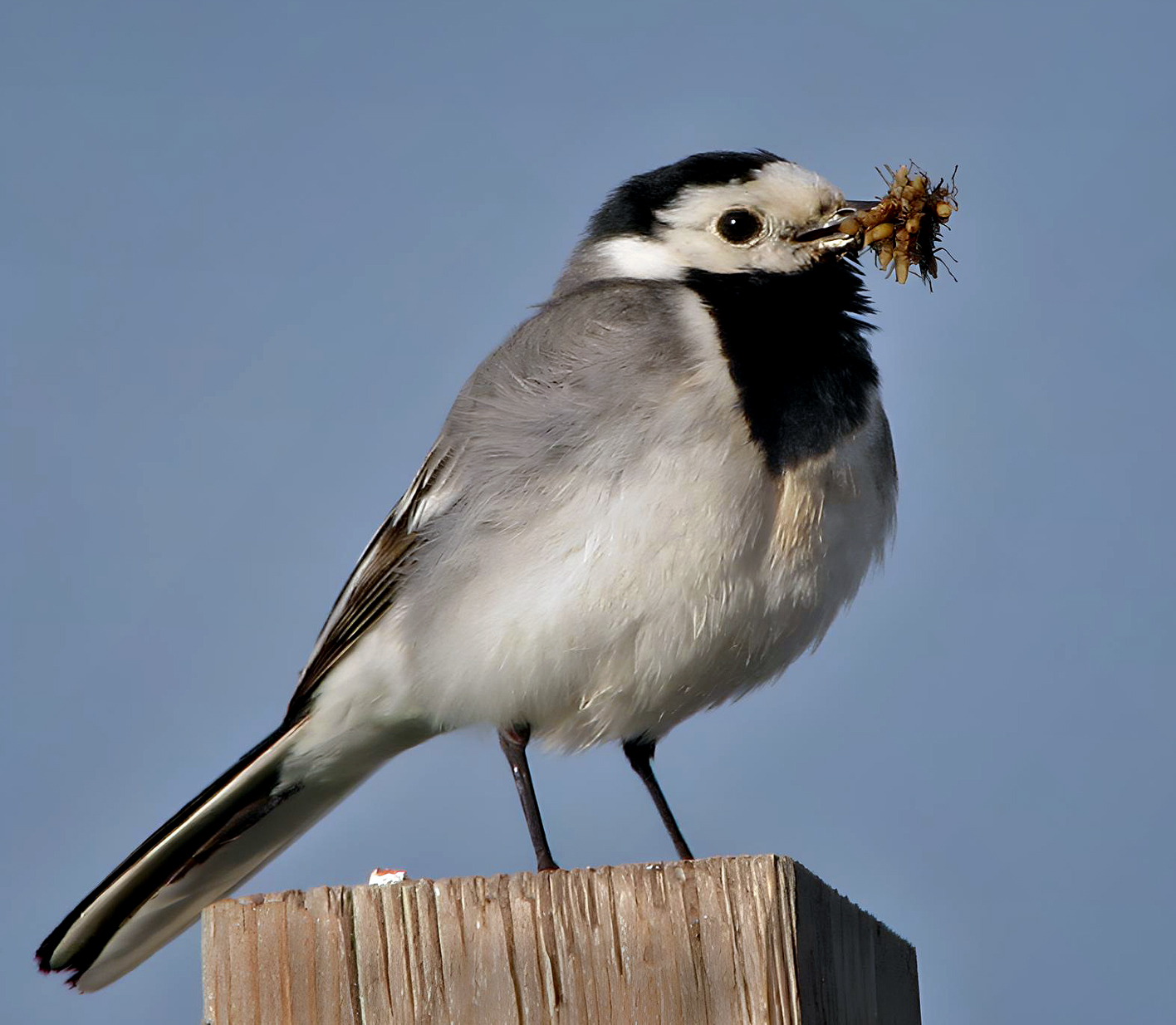
En födosökande adult med myggor i näbben till sina ungar.

Locklätet låter som tsiilitt, tsiivitt. Sången är enkel och uppfattas sällan som sång, och består mest av korta kvittrande passager med paus emellan. Vid fara eller exaltering, till exempel om en rovfågel kommer i närheten eller vid revirstrider, ger den ifrån sig ett skarpt tsi-si och längre snabba ramsor av kvittrande toner.

## Utbredning och systematik

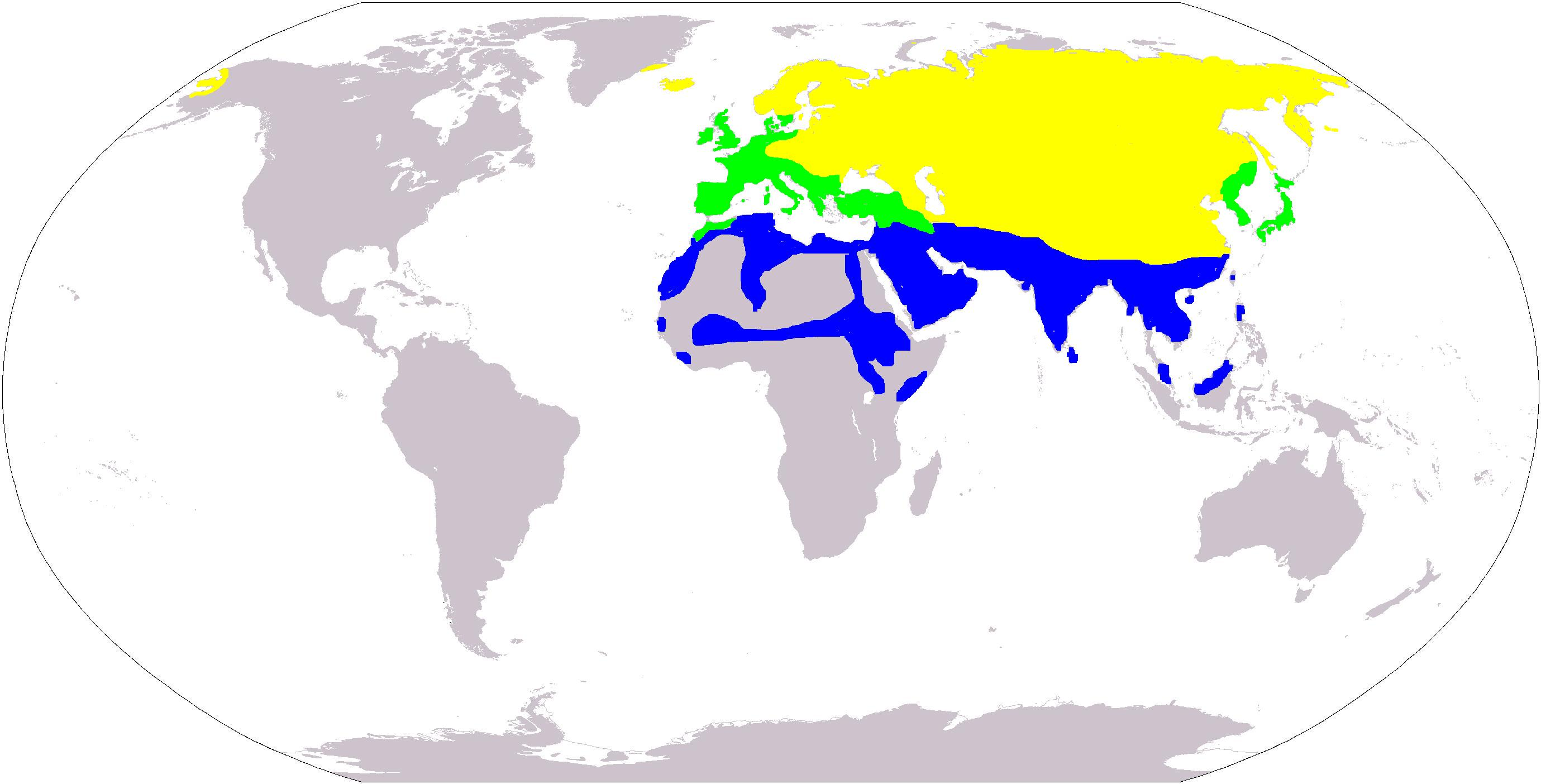
Sädesärlans utbredningsområde:
Gult:Enbart häckningsområde (sommartid)
Grönt:Häcknings- och vinterområde. Förekomst året runt
Blått: Enbart vinterkvarter

Sädesärlan häckar över merparten av Eurasien, så långt norrut som latitud 75°N, och saknas bara i ökenområden och i arktiska områden där isotermen i juli understiger 4 °C. Den förekommer också som häckfågel i bergsområden i Marocko och västra Alaska.
Sädesärlan är en stannfågel i de mildare delarna av sitt utbredningsområde, som i Västeuropa och Medelhavsområdet, men är en flyttfågel i större delen av sitt utbredningsområde. Häckningspopulationen i norra Europa övervintrar runt om Medelhavet och i tropiska och subtropiska Afrika. och de asiatiska populationerna övervintrar i Mellanöstern, Indien, och Sydostasien. Även de nordamerikanska fåglarna övervintrar i tropiska Asien.

### Systematik
Sädesärlan är en av alla de arter som Carl von Linné var först med att beskriva taxonomiskt i den tionde upplagan av verket Systema Naturae, och arten har fortfarande samma vetenskapliga namn: Motacilla alba.
Sädesärlans närmsta släktingar inom ärlesläktet Motacilla verkar vara andra svartvita ärlor som japansk ärla (Motacilla grandis), indisk ärla (Motacilla madaraspatensis) och mekongärla (Motacilla samveasnae) där den senare tidigare behandlades som underart till sädesärla. Data från en DNA-studie (Voelker, 2002) indikerar att sädesärlan som art är polyfyletisk eller parafyletisk. Andra fylogenetiska studier som grundar sig på mtDNA indikerar istället att det förekommer ett stort genflöde mellan underarterna vilket skulle vara grund för att beskriva komplexet som en art.

### Underarter

Häckningsområden för sädesärlans huvudsakliga underarter.

Sädesärlan delas här upp i tio underarter med följande utbredning:
- alba-gruppen
  - Europeisk sädesärla[12], M. a. alba – nominatformen häckar på sydöstra Grönland samt i Europa från Island och Färöarna österut till södra Ural och västra Turkiet
  - M. a. dukhunensis (Sykes, 1832) – häckar från centrala Ryssland till Kaukasus, nordvästra Iran och Altajbergen; anses av vissa utgöra en mellanform och inkluderas därför i alba[13]
- Engelsk sädesärla[12], M. a. yarrellii (Gould, 1837) – häckar i Storbritannien, Irland och kustnära västra Europa
- Sibirisk sädesärla[12], M. a. ocularis (Swinhoe, 1860) –  häckar i norra Sibiren och västra Alaska
- M. a. subpersonata (Meade-Waldo, 1901) – häckar i västra Marocko
- Masksädesärla[12], M. a. personata (Gould, 1861) – häckar från norra Iran till sydvästra Sibirien, västra Mongoliet, nordvästra Kina och västra Himalaya
- M. a. baicalensis (Swinhoe, 1871) – häckar från sydcentrala Siberia till nordöstra Kina
- M. a. lugens (Gloger, 1829) – häckar i kustnära sydöstra Sibirien med öar, norra Korea samt norra och centrala Japan
- M. a. leucopsis (Gould, 1838) – häckar i sydöstra Sibiriens inland, centrala och östra Kina, södra Korea och sydvästra Japan
- M. a. alboides (Hodgson, 1836) – häckar i Himalaya, södra Kina, norra Myanmar, norra Laos och norra Vietnam

### Bildgalleri med underarter

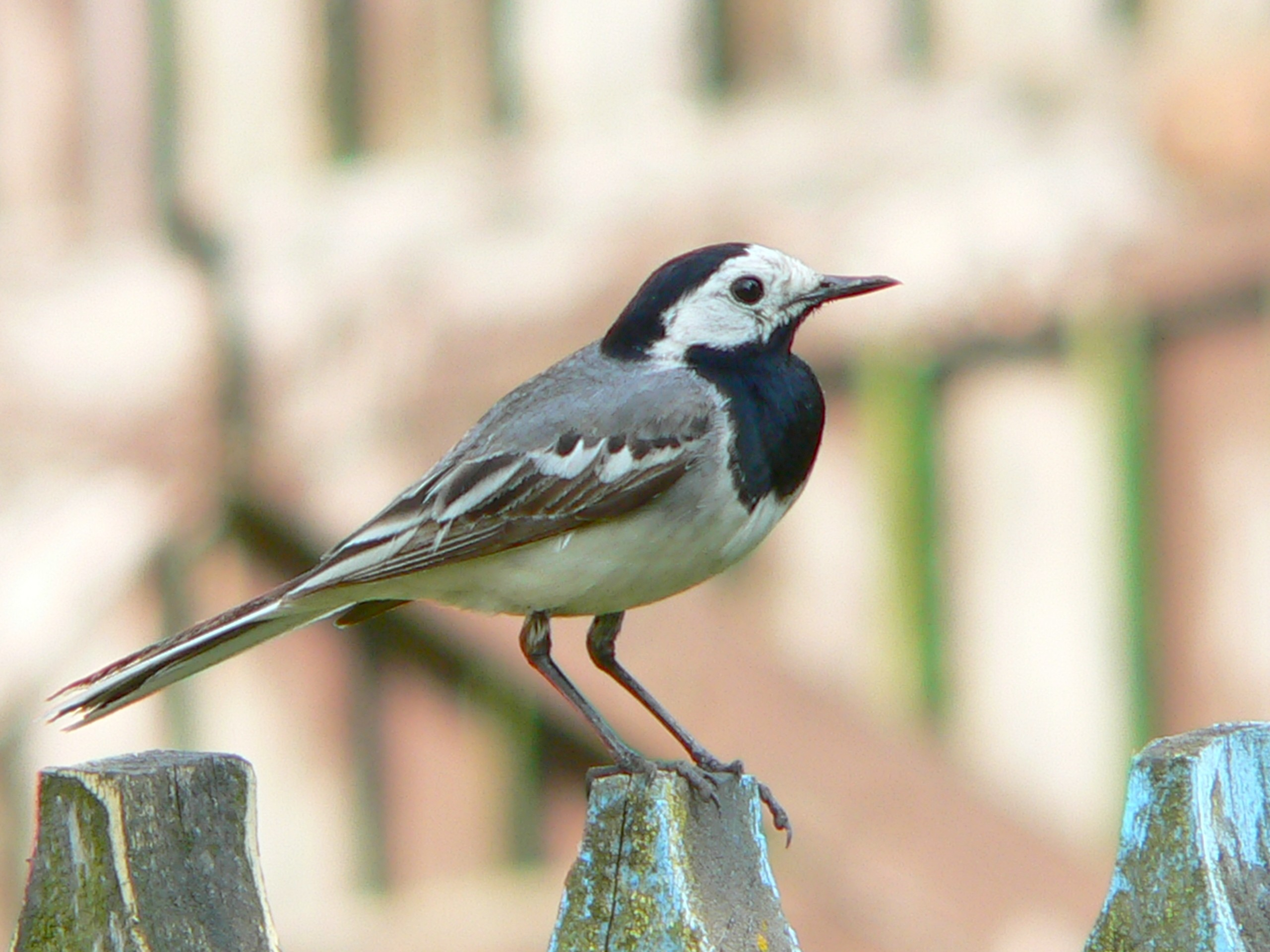
alba, nominatformen.
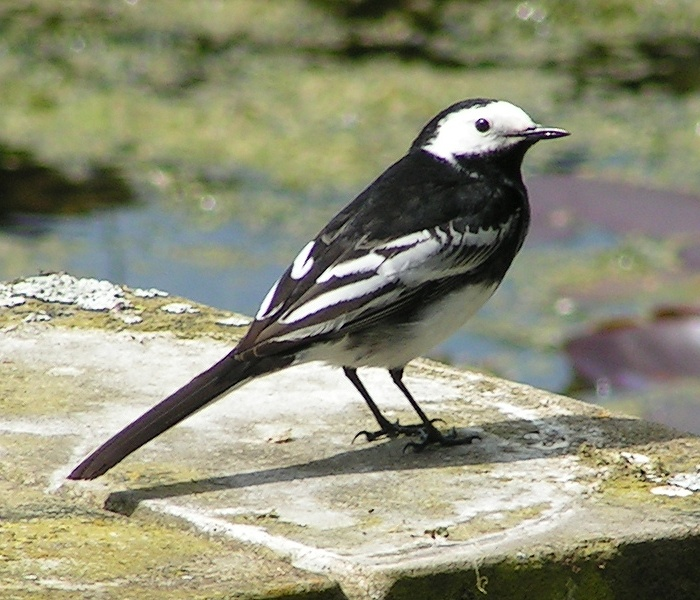
yarrellii, fotograferad i februari i Essex, England.
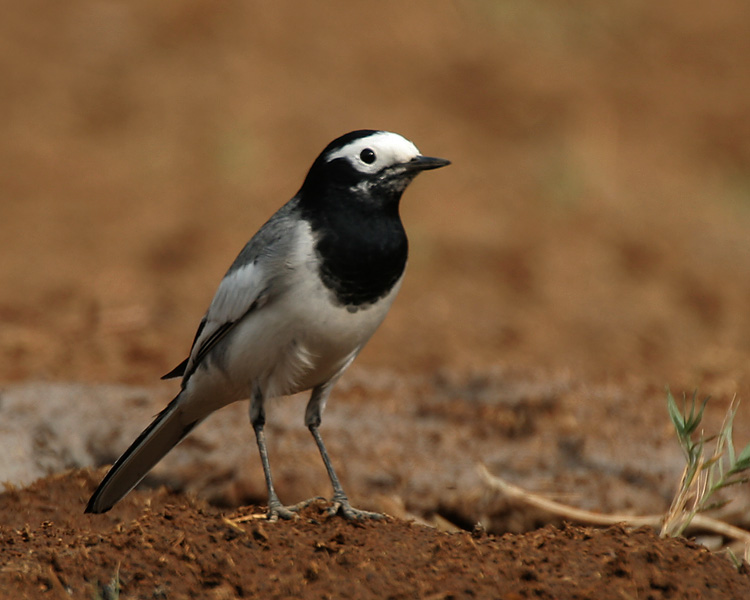
personata hane i vinterdräkt, fotograferad i Haryana i Indien.
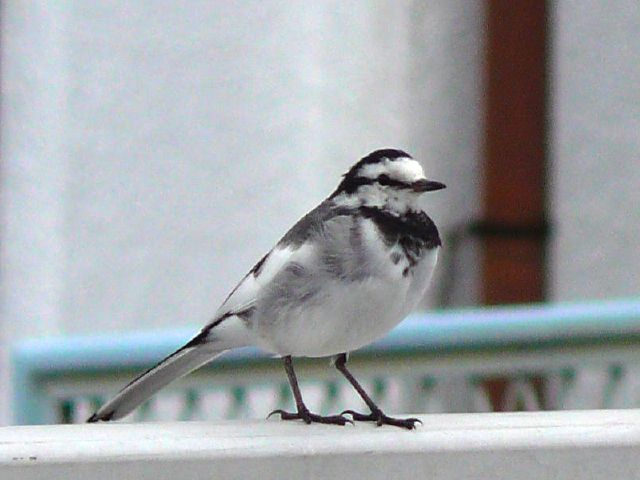
lugens, fotograferad i Japan.
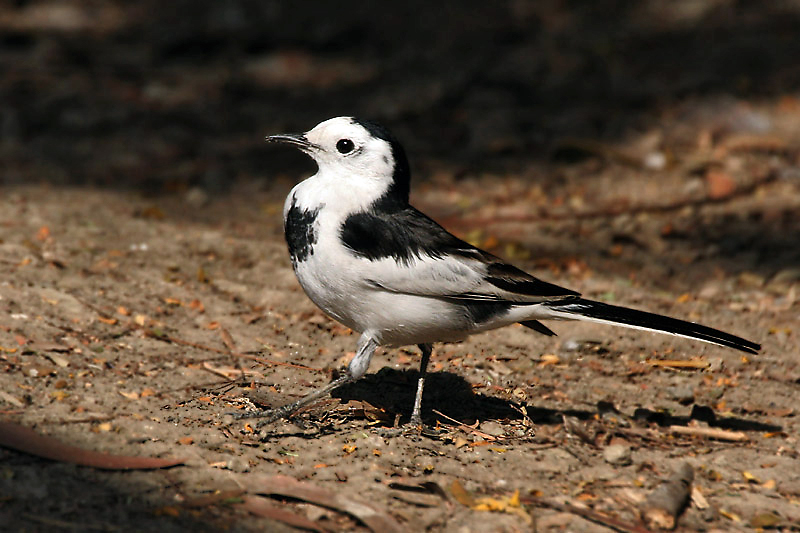
leucopsis, hane i vinterdräkt, fotograferad i Västbengalen i Indien.

### Förekomst i Sverige
Sädesärlan anländer till Sverige i slutet av mars eller i april och flyttar till sina vinterkvarter i september. Sädesärlan är ortstrogen, både vad gäller sina sommar- och vinterkvarter, och många svenska häckfåglar övervintrar i området kring Israel och Egypten. Sädesärlan är spridd över större delen av landet, dock trivs den inte i Norrlands orörda skogar och myrmarker. I fjällen häckar den vanligtvis i björkskogsområdet, men finns det bebyggelse så finns den även ovanför trädgränsen. 
I Sverige är nominatformen alba den allmänt förekommande häckande underarten, medan engelsk sädesärla (yarrellii) påträffas regelbundet. Ytterligare två underarter är mycket sällsynta gäster, masksädesärlan (personata) med tre fynd (Öland april 2006, Hallan november 2019 till mars 2020 och i Skåne i april 2020) samt sibirisk sädesärla (ocularis) vid ett tillfälle på Gotland 2018.

## Ekologi
Ett av sädesärlans mest typiska beteenden är dess närmast konstanta vickande på den långa stjärten. Orsaken till detta beteende är dock inte fastslaget. Det har föreslagits att beteendet skrämmer upp insekter, eller att det skulle signalera underkastelse inför andra sädesärlor. En sentida studie har föreslagit att det handlar om att signalera vaksamhet gentemot potentiella predatorer. Ett annat typiskt drag hos sädesärlan är att den är trofast både sina sommar- och vinterkvarter och eftersom den är en så kallad datumflyttare så återvänder den ungefär vid samma tidpunkt år efter år.

### Biotop
Sädesärlan förekommer i en mängd olika biotoper men föredrar öppna biotoper, ofta i närheten av bebyggelse och vatten. Den förekommer inte i ökenområden men både i Marocko och västra Alaska häckar den i bergsområden. Den föredrar barmark för födosök och i urbana miljöer har den anpassat sig till att söka sin föda på gräsmattor, asfalterade ytor och dylikt, och ses ofta på våren pickande på åkrar under vårbruket.

### Föda
Den exakta sammansättningen av föda hos sädesärlan varierar beroende på biotop, men landlevande och vattenlevande insekter och andra mindre ryggradslösa djur utgör huvudföda. Exempelvis äter den skalbaggar, trollsländor, små sniglar, spindlar, maskar, kräftdjur och larver, men framförallt flugor inom ordningen tvåvingar. Det finns observationer att även fiskyngel ingår i dess föda men detta är sällsynt. Sädesärlan är en ovanlig representant för gruppen insektsätande stannfåglar (i de områden där den inte flyttar) då den fortsätter att äta insekter under vinterhalvåret. Merparten av insektätande fågelarter i tempererade områden flyttar antingen söderut, eller övergår till en mer växtbaserad föda.

### Häckning

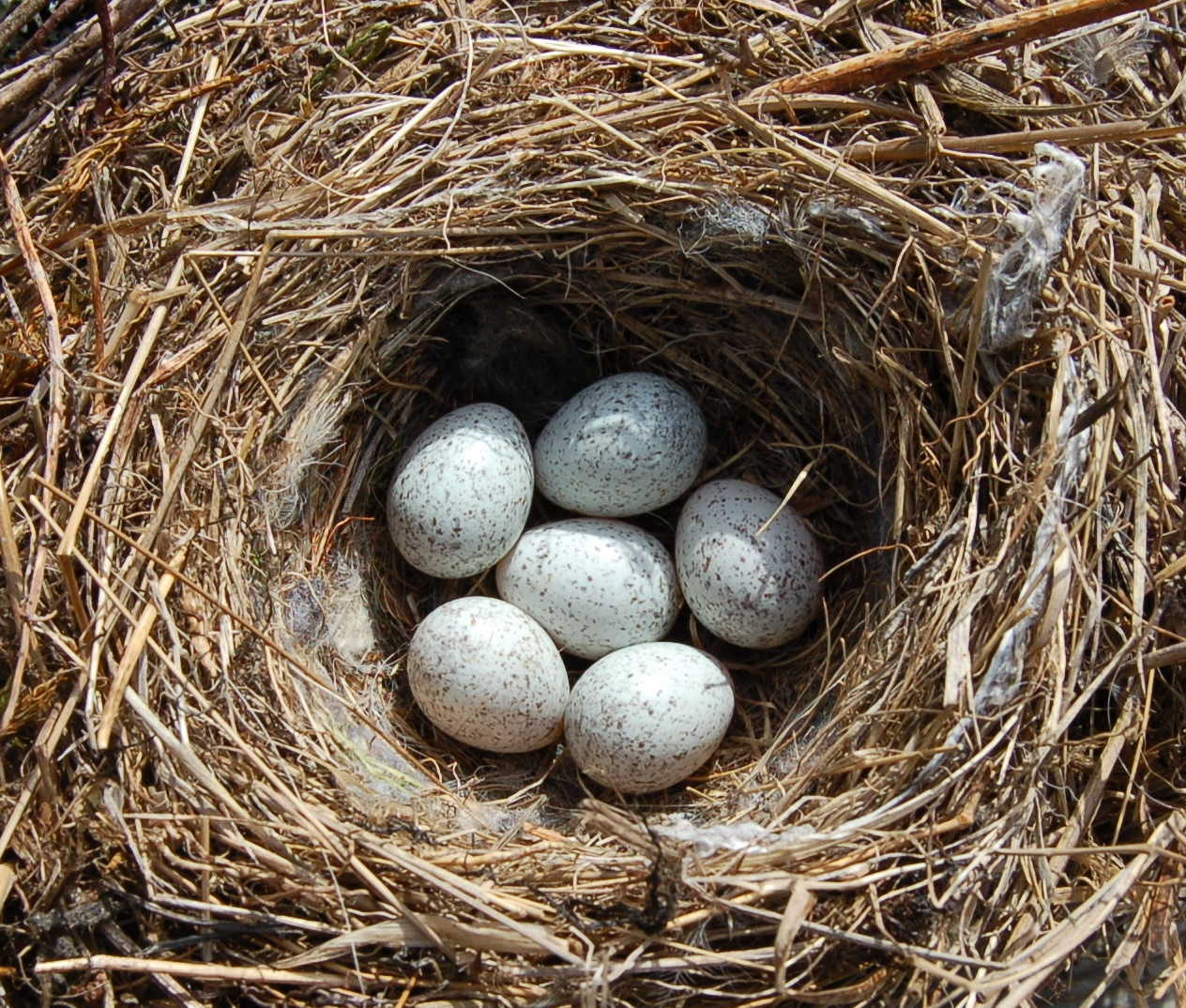
Ett bo med ägg.

Sädesärlan är monogam och försvarar sitt häckningsrevir. Häckningssäsongen löper för det absoluta flertalet från april till augusti, där de norra populationerna påbörjar sin häckning lite senare. Båda könen bygger boet, där hanen initierar bobygget och honan avslutar det. Hos underarten personata är det enbart honan som bygger boet för den andra kullen medan hanen tar hand om ungarna från första kullen. Det skålformiga boet är slarvigt ihopsatt och består av kvistar, gräs, blad och annat växtmaterial, men även hår från djur. Boet är placerat i en skreva eller ett hål, traditionellt i en flodbank eller i sluttningen till ett dike, men sädesärlan har anpassat sig och placerar också boet i håligheter i murar, broar, bryggor, under takpannor och andra byggnader, men kan också välja mer ovanliga boplatser. Den kan också placera sitt bo i anslutning till andra djur, exempelvis i bäverdammar eller i bon av större fåglar som kungsörn. De lägger mellan 3 och 8 ägg, men i genomsnitt mellan 4 och 6. Äggen är krämfärgade, ofta med lätt blågrön eller turkos nyans, och kraftigt fläckade i rödbrunt. Äggen mäter i genomsnitt 21x15 mm. Båda föräldrar ruvar äggen, men honan ruvar en större del av tiden och även under nätterna. Äggen kläcks efter 12 dagar, men ibland så sent som efter 16 dagar. Båda föräldrarna tar hand om ungarna tills de är flygga efter cirka 14 dagar, och efteråt fortsätter föräldrarna att mata dem i ytterligare en vecka. Hos vissa underarter förekommer ofta en andrakull medan det är mer sällsynt hos andra.
Sädesärla utsätts för häckningsparasitism ifrån gök men vanligtvis överger den sitt bo om den utsätts för detta. Teorin är att sädesärlan är för liten för att putta ut ägget ur boet, och för kortnäbbad för att förstöra gökägget, vilket leder till att den istället överger boet.

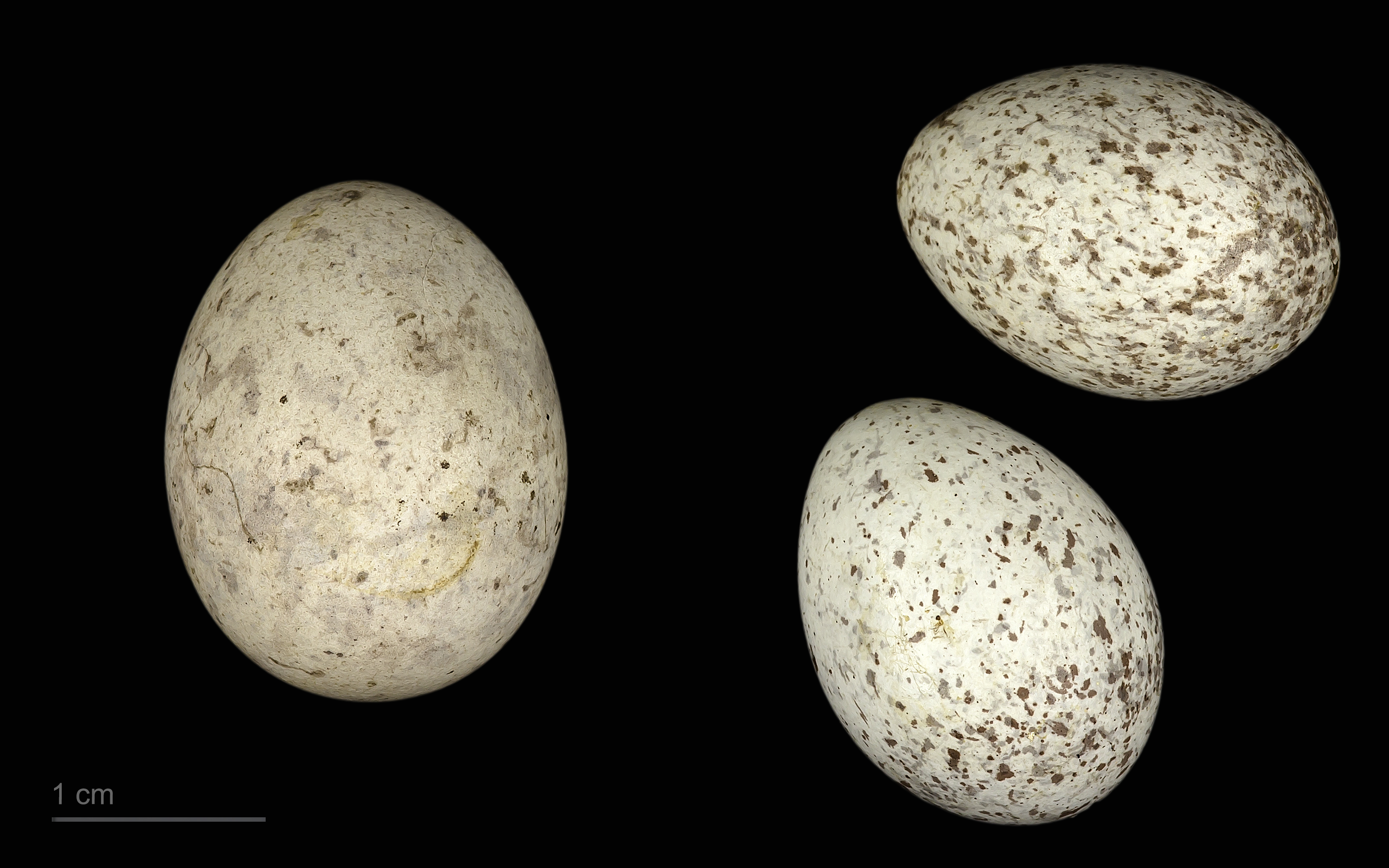
Ägg från gök till vänster, sädesärla till höger.

## Sädesärlan och människan

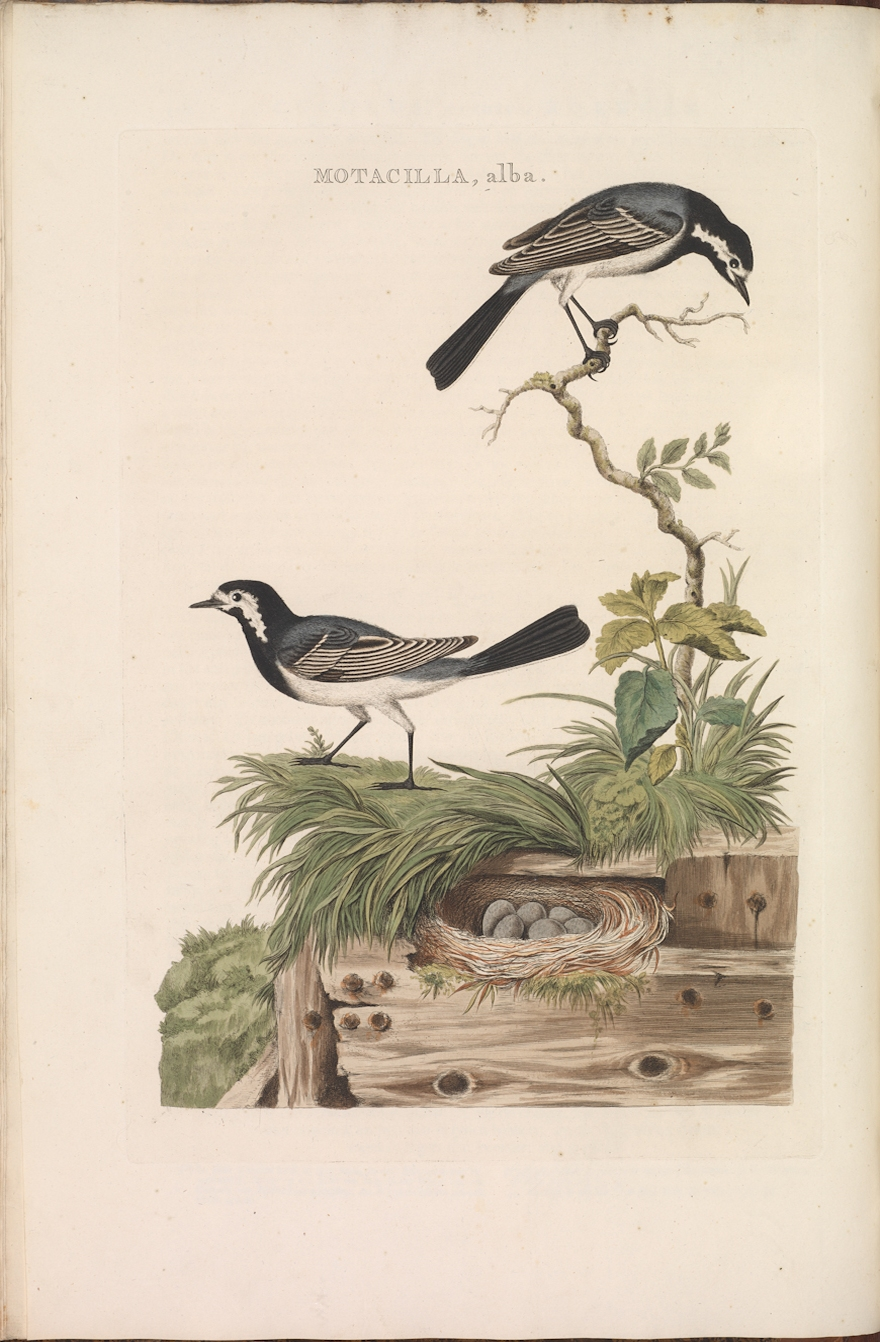
Sädesärla i boken Nederlandsche Vogelen (Nederländska fåglar), Vol. 2 från 1789

### Status och hot
Sädesärlan har ett mycket stort utbredningsområde som överstiger 10 miljoner km². Den globala populationsstorleken är okänd men förutsätts vara stor, och i många områden där den förekommer är den vanlig. Utvecklingstrenden för arten är inte känd. Men populationen tros inte minska så pass mycket att den uppnår kriterierna för att IUCN ska kategorisera den som hotad. På grund av detta kategoriserar IUCN sädesärlan som livskraftig (LC). Den europeiska populationen verkar vara stabil. Arten har anpassat sig väl till människans förändringar av miljön och nyttjar exempelvis konstruktioner skapade av människan för bobygge och stora öppna ytor för födosök.

### Folktro
Det finns en mängd föreställningar om sädesärlan runt om i världen. Bland annat är den hyllad som vårens budbärare som kan ge bonden skördelycka, men även bringa olycka om man behandlar den illa eller dödar den.
I ainufolkets skapelseberättelse är sädesärlan skapad och utsänd av Gud att ur havet skapa en beboelig värld. Havet var i det närmaste ett extremt blött träsk. Sädesärlan trampade på den vattensjuka jorden och bankade den med sin stjärt så att vattnet drevs ur jorden som blev till fast mark medan vattnet blev till oceaner. Av denna orsak har sädesärlan högt anseende hos ainu.
På Azorerna finns en legend om hur ärlan sopade igen spåren efter jungfru Maria och Josef då de flydde genom öknen. För detta välsignade Maria fågeln och sade att den alltid kommer att vara glad och lycklig, och att ingen någonsin ska vilja döda henne. Det är därför som människan tycker om sädesärlan och ser den som ett gott varsel.

### Nationalsymbol
Sädesärlan är Lettlands nationalfågel.

### Namn
I Sverige förekommer namnet sädesärla dokumenterat från 1538. "Sädes" kommer från "säde, sådd", beroende på att den anländer före vårbruket, och för dess vana att följa lantbrukaren vid plöjning och harvning, för att födosöka i den omrörda jorden. I sin bok Göteborgs & Bohusläns Fauna från 1877 kallar A. W. Malm arten kort och gott för arla.
Sädesärlan har också kallats vippstjärt, ängsärla, ringärla, ringaxla, kokärla, gråärla, fåraspringaren, kuckerella och isspjärna. Dialektalt har den kallats säsell i Västerbotten, tackeralla i Hälsingland, ringella i Jämtland, langhale på Gotland och spilinto i Svenska Österbotten.
Lista över dialektala namn på sädesärla: 
| Namn           | Trakt               | Förklaring                                                | Referens |
| -------------- | ------------------- | --------------------------------------------------------- | -------- |
|                |                     |                                                           |          |
| Akermanni      | Gotland             |                                                           | [ 28 ]   |
| El             | Västerbotten        |                                                           |          |
| Fåraspringaren |                     | Söker föda i plogfårorna där lantbrukaren plöjt           |          |
| Gatevippa      |                     |                                                           |          |
| Gråärla        |                     |                                                           |          |
| Husärla        |                     |                                                           |          |
| Isspjärna      |                     |                                                           |          |
|                |                     |                                                           |          |
| Kokhälla       | Södermanland        | Hoppar på kokorna i den plöjda åkern                      | [ 22 ]   |
| Kokvitta       | Hälsingland         | Hoppar på kokorna i den plöjda åkern                      | [ 29 ]   |
| Kokvittra      |                     | Hoppar på kokorna i den plöjda åkern                      |          |
| Kokärla        | Södermanland        | Hoppar på kokorna i den plöjda åkern                      | [ 22 ]   |
| Kuckerälla     | Hälsingland         | Hoppar på kokorna i den plöjda åkern                      | [ 22 ]   |
|                |                     |                                                           |          |
| Kvickstjärt    |                     |                                                           |          |
| Lermaja        |                     |                                                           |          |
| Linstrickel    |                     |                                                           |          |
| Ringaxla       |                     |                                                           |          |
| Ringella       | Jämtland            | Ella är förvrängning av ärla                              |          |
| Ringärla       |                     |                                                           |          |
| Spilltitta     |                     |                                                           |          |
| Säsell, Sösell | Västerbotten        | Säs = sädes Ell är sammandragning av förvrängning av ärla | [ 30 ]   |
| Tackeralla     | Hälsingland         |                                                           |          |
| Trönuel        | Västerbotten        | Den troddes rida på tranornas ryggar                      |          |
| Spilinto       | Svenska Österbotten |                                                           |          |
| Vippstjärt     |                     |                                                           |          |
| Ängsärla       |                     |                                                           |          |
| Tjälaspjeenu   |                     |                                                           |          |
| Spitilinkko    |                     |                                                           |          |